# Portunus gladiator
Portunus gladiator là một loài ghẹ thuộc họ Portunidae. Chúng được Fabricius công bố mô tả lần đầu tiên vào năm 1798.